# Miloșești, Giurgiu
Miloșești este un sat în comuna Herăști din județul Giurgiu, Muntenia, România. Terenul pe care a fost edificată așezarea a aparținut principelui sârb Miloš Obrenović, al cărui nume îl poartă.

## Istoric
Principele Miloš Obrenović a cumpărat în anul 1821 castelul din Herăști de la păhărniceasa Anița Năsturel-Herescu.
În timpul cercetărilor de teren din 1974 existau aproximativ 150 de gospodării, dar puțini dintre locuitori vorbeau încă limba bulgară. Este menționată ca localitate cu populație bulgară de către S. Romanski, care a vizitat-o în 1906 și a stabilit că primii locuitori bulgari proveneau din Hărsovo (zona Isperih) și Karaarnaut (azi Goleam Izvor) (regiunea Razgrad) și că s-au stabilit la Miloșești în 1836.